# Хачикян, Эдуард Еремович
Эдуард Еремович Хачикян (арм. Էդուարդ Երեմի Խաչիկյան; 16 декабря 1928 — 4 февраля 2018) — советский и армянский учёный и педагог в области астрофизики и астрономии, доктор физико-математических наук, профессор, член-корреспондент Академии наук Армянской ССР (1986), действительный член Академии наук Армении (1996). Член Международного астрономического союза (1967). Директор Бюраканской астрофизической обсерватории (1988—1993 и 1999—2003).

## Биография
Родился 16 декабря 1928 года в Эривани, Армянской ССР.
С 1946 по 1951 год обучался на астрофизическом отделении физико-математического факультета Ереванского государственного университета. С 1952 по 1955 год обучался в аспирантуре  Ленинградского государственного университета, ученик профессора В. А. Домбровского.
С 1955 года на научно-исследовательской работе в Бюраканской астрофизической обсерватории в должностях: младший научный сотрудник, старший научный сотрудник, с 1960 по 1969 год он — учёный секретарь, с 1970 по 1988 год — заведующий лабораторией спектроскопии, с 1988 по 1993 и с 1999 по 2003 год — директор этой обсерватории. С 1993 по 1999 и с 2003 по 2018 год — главный научный сотрудник, заведующий отделом научный советник этой обсерватории.
С 1980 по 1985 год одновременно с научной занимался и педагогической работой в Ереванском государственном университете в качестве декана физического факультета и одновременно с 1982 года профессора этого университета, читал лекции по темам «Звездная астрономия», «Спектрофотометрия» и «Внегалактическая астрономия». С конца 1960 года в качестве приглашённого профессора работал в астрономических университетах, институтах и обсерваториях ряда стран, в том числе Италии, Болгарии, Ирана, США, Германии и Франции.

### Научно-педагогическая деятельность и вклад в науку
Основная научно-педагогическая деятельность Э. Е. Хачикяна была связана с вопросами в области астрофизики и внегалактической астрономии, занимался исследованиями в области кометарной, газовой и пылевой туманности и её поляризации, активных галактик и галактик Маркаряна и Сейферта. 
Э. Е. Хачикян являлся — председателем Комиссии «Физика и эволюция галактик и Метагалактика» и членом Бюро Астрономического совета АН СССР, председателем Специализированного совета Бюраканской астрофизической обсерватории и заместителем главного редактора научного журнала «Астрофизика». С 1967 года Э. Е. Хачикян являлся членом Международного астрономического союза (англ. International Astronomical Union (IAU)) и Европейского астрономического общества.
В 1957 году защитил кандидатскую диссертацию по теме: «Поляриметрическое и колориметрическое исследование туманностей», в 1975 году защитил докторскую диссертацию на соискание учёной степени доктор физико-математических наук по теме: «Спектральное исследование объектов из списков Маркаряна и иррегулярных галактик типа М82». В 1982 году ВАК СССР ему было присвоено учёное звание профессор. В 1986 году был избран член-корреспондентом Академии наук Армянской ССР, в 1996 году он был избран действительным членом НАН Армении. Э. Е. Хачикяном было написано более ста шестидесяти научных работ, в том числе научных работ опубликованных в ведущих научных журналах, под его руководством было подготовлено девять кандидатских и докторских диссертаций.

## Основные труды
- Поляриметрическое и колориметрическое исследование туманностей. - Ереван, 1957. - 139 с.
- Отчёт о командировке в США / Э. Е. Хачикян ; АН СССР. Всесоюз. ин-т науч. и техн. информации. - Москва : [б. и.], 1969. - 31 с.
- Отчёт о командировке в США / АН СССР. ВИНИТИ. - Москва : [б. и.], 1974. - 29 с.
- Спектральное исследование объектов из списков Маркаряна и иррегулярных галактик типа М82. - Бюракан, 1975. - 331 с.
- Отчёт о командировке во Францию / АН СССР. ВИНИТИ. - Москва : [б. и.], 1977. - 4 с.;
- Галактики и их активность / Э. Е. Хачикян. - Ереван : О-во "Знание" АрмССР, 1987. - 23 с[3]

## Награды
- Орден «Знак Почёта»
- Почётная грамота Верховного Совета Армянской ССР[1]